# Myriam Wijlens
Myriam Wijlens (* 1962 in Losser) ist eine niederländische Kirchenrechtlerin. 

## Leben
Wijlens studierte in Nijmegen, Ottawa und Münster und ist seit 2005 Professorin für Kirchenrecht an der Katholisch-Theologischen Fakultät der Universität Erfurt.
Am 4. Juni 2021 wurde sie durch Papst Franziskus zur Konsultorin der Bischofssynode ernannt.